# Малая Сурень
Малая Сурень — река в России, протекает в Башкортостане. Устье реки находится в 22 км по правому берегу реки Большой Сурени. Длина реки составляет 55 км, площадь водосборного бассейна 456 км².

## Притоки
- 23 км: Большой Карсаклы
- 34 км: Большая Азакла
- 38 км: Асташ
- 39 км: Большая Сарышла

## Данные водного реестра
По данным государственного водного реестра России относится к Уральскому бассейновому округу, водохозяйственный участок реки — Большой Ик. Речной бассейн реки — Урал (российская часть бассейна).
Код объекта в государственном водном реестре — 12010000612112200006245.